# 三井美奈
三井 美奈（みつい みな、1967年 - ）は、日本のジャーナリスト。読売新聞社パリ支局長等を経て、産経新聞社パリ支局長。

## 人物・経歴
奈良県生まれ。1989年一橋大学社会学部卒業、読売新聞社入社。1998年ブリュッセル支局特派員。2006年エルサレム支局長。ハーバード大学日米関係プログラム客員研究員、国際部デスクを経て、2011年パリ支局長。2015年国際部デスク。2016年産経新聞社入社、外信部編集委員。2017年パリ支局長。

## 著書
- 『安楽死のできる国』新潮新書 2003年
- 『イスラエル : ユダヤパワーの源泉』新潮新書 2010年
- 『イスラム化するヨーロッパ』新潮新書 2015年
- 『敗戦は罪なのか：オランダ判事レーリンクの東京裁判日記』産経新聞出版 2021年／産経NF文庫 2024年

共著
- 『世界の見方、個の選択』、高橋和夫、松尾秀哉、森分大輔と、新泉社 2012年
- 『現代ベルギー政治 : 連邦化後の20年』ミネルヴァ書房 2018年